# Chiếc chùy
Chiếc chùy (danh pháp khoa học: Barringtonia conoidea) là một loài thực vật có hoa trong họ Lecythidaceae. Loài này được Griff. mô tả khoa học đầu tiên năm 1854.